# ヨーゼファ・バルバラ・アウエルンハンマー
ヨーゼファ・バルバラ・アウエルンハンマー（Josepha Barbara Auernhammer, 1758年9月25日 ウィーン - 1820年1月30日 ウィーン）は、オーストリアの女性作曲家・ピアニスト。

## 生涯
ヨハン・ミヒャエル・アウエルンハンマーとエリザベト・ティンマーの第11子として生まれる。ゲオルク・フリードリヒ・リヒターとレオポルト・アントニーン・コジェルフに師事し、1781年からはヴォルフガング・アマデウス・モーツァルトに師事して、恋愛感情を寄せていたらしい。同年モーツァルトは彼女に、ヴァイオリン・ソナタK.296およびK.378～380を献呈している。（《きらきら星変奏曲》K.265の出版譜はアウヘルンハンマーへの献辞が添えられているが、これは1785年に出版社クリストフ・トリチェラによって加えられたものである。）
アウエルンハンマーはモーツァルトのいくつかのソナタの出版譜を校訂しており、モーツァルトとのピアノ演奏については、シュタードラー師によって熱狂的に記録されている。1781年11月23日、ウィーンのパッサウアーホーフの自宅における演奏会には、モーツァルトと《2台のピアノのためのソナタ》K.448と《2台のピアノのための協奏曲》K.365を上演した。その後も1782年1月と、1782年5月26日に、共同で演奏会を行なっている。アウエルンハンマーの父親が亡くなると、モーツァルトはレオポルトシュタットのヴァルトシュテッテン伯爵夫人のところに彼女が身を寄せられるように便宜を図った。1786年に将校ヨハン・ベッセニヒ（Johann Bessenig, 1752年ごろ - 1837年）と結婚して4児を儲ける。その後もブルク劇場や内輪の集まりで定期的に演奏会を行なったが、1813年3月21日に、（アウエンハイム名義で声楽教師やピアニストとして活動していた）娘マリアンナの共演を得て、引退公演を行なった。
アウエルンハンマーは専らピアノ曲を作曲し、とりわけ変奏曲を遺した。アウエルンハンマーの変奏曲は、ピアニスティックな演奏技巧の包括的な知識と、楽器の巧みな活用が特徴的である。